# Neuquén (miasto)
Neuquén − miasto w zachodniej Argentynie, w pobliżu połączenia rzeki Neuquén i Limay, na obszarze Patagonii, stolica prowincji Neuquén. Około 271,2 tys. mieszkańców.
W mieście rozwinął się przemysł spożywczy oraz maszynowy
Od 1971 r. w mieście działa uniwersytet.

## Miasta partnerskie
- Hajfa
- Knoxville
- Treviso
- Valdivia